# Миодраг Петровић (сликар)
Миодраг Петровић (Дубравица, 1888 — Београд, 1950) био је српски сликар, највише активан као „ратни сликар”. Петровић је припадник генерација српских сликара са почетка 20. века, „који су се крчећи себи пут између присталица „старинског“ и „модерног“ и борили се за равноправност са другим већ признатим уметностима као што су у то време били позориште и музика.” Један из плејаде даровитих и специфичних личности, које су се бориле за ослобођење Србије у Балканским ратовима, Првом и Другом светском рату. Он је активно учестствовао у стварању савременог националног сликарства с прве половине 20. века.

## Живот и каријера
Рођен је у Дубравици код Пожаревца, 12. септембра 1888. године. Токо школовања у Првој београдској гимназији, прве поуке из цртања и сликања добио је од Ђорђа Крстића. Сликарско школовање започео је 1906. у Уметничко-занатској школи Ристе Вукановића, у којој су му наставници били Марко Мурат, Ђорђе Јовановић и Драгутин Медењак Инкостри.
Изучавање сликарства, наставио је 1911. у Минхену на Академију ликовних уметности. Међутим започето студирање Петровић је убрзо прекинуо због Првог и Другог балканског рата. После ових ратова наставио је започето школовање у Минхену и по завршетку студија сликарства на минхенској Академији, пред сам почетак Првог светског рата, вратио се у Србију.
Први светски рат, као и балкански ратови, за Миодрага Петровића, и многе сликаре његове генерације, представљали су судбоносну прекретницу. Након мобилизације, штаб Врховне команде српске војске упутио га је као ратног сликара у Прву армију, VIII пешадијски пука. Његова дужност и звање у почетку су били везани за Штаб одбране Београда. Радећи у Београду настале су његове прве ратне скице и цртежи, чији се број временом знатно увећавао како су се одвијала ратна дејства и како се Петровић повлачио са српском војском, прво преко Србије а онда преко Албаније, Драча до Крфа. Са Крфа упућен је на Солунском фронт, где је учествовао у биткама у склопу VIII Пешадијског пука Дунавске дивизије. Због обољевања од маларије пребачен је у болницу у Солун, а потом у Сиди Абдалах у Тунису, у коме неуморно слика портрете француских лекара, болничарки, болесника, домородаца, као и иконстас за цркву при болници итд.
Крајем 1917. године, као реконвалесцент упућен је на опоравк у логор у Лазуаз крај Бизерте, где је заједно са другим српским ратним сликарима ради портрете и кулисе и декорацију завесе за војничко позориште. У Лазуазу је приредио и две самосталне изложбе у корист француског Црвеног крста и осликао иконе на српском војничком гробљу у Бизерти, чији се делови данас налазе у цркви Ружици на Калемегдану.
За време боравка у Алжиру похађао је Школу лепих уметности (Ecolé des Beaux Arts). Одатле је пред крај 1918. прешао у Париз, где је учио сликарство у атељеу Л. Симона и излагао у париском Салону. По повратку у Београд 1920. запослио се као наставник цртања у реалци, а потом на Вишој педагошкој школи. 
Чланство у удружењима
По доласку у Београд Петровић се активно укључује у друштвени и уметнички живот престонице новоосноване државе Срба, Хрвата и Словенаца и постаје оснивач, председник и члан већег броја удржења сликара и вајара и то:
- Прво члан Друштва српских уметника „Лада“ (1921),[б] а потом њен председник од 1933 — 1941. године.
- Председник Удружења ликовних уметника 1939 — 1940.
- Оснивач и председник Удружења сликара и вајара ратника 1912 — 1918.[1]

Упокојио се у Београду, 10. фебруара 1950. године у коме је и сахрањен.

## Дело
Миодраг Петровић се у свом уметничком раду бавио сликањем портрете, актове, пејзаже, мртве природе, али и декорацијом позоришних ентеријера и кулиса. Као иконописац насликао је неколико иконостаса и историјских композицијама великог формата са ратном тематиком.
Његови портрети и пејзажи према мишљењу Милана Кашанина обезбедли су му угледно место међу сликарима његове генерације, као „убеђеног и доследног импресионисте“.
| „ | Критика и јавност нису имале разлога ни да много хвале, нити да куде његово сликарство, јер је био један од оних сликара своје генерације који се у ликовном смилу мало мењао, док је у неким деловима остао готово исти. | ” |

Петровижева дела данас се налазе у Народном музеју у Београду, Војном музеју у Београду, Музеју града Београда, Народном музеју у Крагујевцу, Народном музеју у Пожаревцу, и бројним приватним колекцијама у земљи и иностранству.

## Изложбе
За живота релативно мало је самостално излаго на изложби у Алжиру 1917, а потом у Београду и Сомбору, док је колективно излагао са југословенским уметницима у Паризу, Алжиру, Лондону, Брислу и Лијежу, претежно у склопу тематских изложби српског импресионизма и београдске сликарске школе, или у Југославији на изложбама ратних сликара 1912 — 1918, чланова „Ладе“ и УЛУС-а.
Имао је значајну улогу у организовању бројних изложби српских и југословенских уметника у земљи и иностранству.
Прва ретроспективна изложба дела Миодрага Петровића, тринаест година по уметниковој смрти, приредио је Станислав Живковић у Галерији Културног центра Београда. У избору од тридесет радова, претежно портрета у власништву уметникове породице, Живковић на изложби су били приказани сви периоде Петровићевог сликарства: рани – школовање и студије на Академији у Минхену, потом ратне године и поратни боравак у Француској, зрели – послератни период.

## Галерија
- У болници, 1917.
- Црква Свети Јован Канео на Охридском језеру, 1922-1925
- Топчидерска шума, 1925.
- Млада шума, 1926.
- Алегоријска композиција - Сећање на Крф, 1917.